# МГИМО
Московский государственный институт международных отношений (университет) МИД Российской Федерации (МГИМО) — один из ведущих российских и мировых вузов, готовящий специалистов по 18 направлениям. Является подведомственным образовательным учреждением Министерства иностранных дел РФ.
По юридическому направлению подготовки университет входил в 2000 году в так называемую «большую тройку» российских вузов. В структуре университета 13 факультетов, лицей, колледж и 2 филиала. В МГИМО обучается около десяти тысяч студентов из России, стран СНГ и дальнего зарубежья. В 2010 году официально занесён в Книгу рекордов Гиннесса как университет с преподаванием самого большого количества государственных иностранных языков (53 иностранных языка). Университет входит в состав Ассоциации профессиональных школ международных отношений (Association of Professional Schools of International Affairs).

## История
Датой создания МГИМО принято считать 14 октября 1944 года, когда созданный годом ранее международный факультет МГУ был преобразован в отдельный институт. Первый набор в МГИМО составил 200 студентов. Среди них было пять Героев Советского Союза, удостоенных этого звания за подвиги в Великой Отечественной войне.
С 1946 года на учёбу в МГИМО стали приниматься студенты из зарубежных стран.
В 1948 году было образовано два факультета: историко-международный и международно-правовой.
В 1949 году был создан экономический факультет (с 1950 года — международно-экономический). В том же году на историко-международном факультете открыты журналистский факультатив и факультатив переводчиков-синхронистов.
В 1954 году в МГИМО был включен Московский институт востоковедения, прародителем которого, в свою очередь, являлось Лазаревское училище восточных языков (основанное в 1815 году). В результате был значительно расширен круг изучаемых стран, изучение двух иностранных языков ввели на всех специальностях МГИМО. Прежние три факультета также претерпели реорганизацию, итогом их слияния стало создание двух базовых факультетов — Западного и Восточного.
В 1958 году в МГИМО влился Институт внешней торговли Министерства внешней торговли СССР, созданный в 1931 году в Ленинграде и после переведённый в Москву. В результате были существенно расширены международно-экономические дисциплины, усилилась ориентация на подготовку специалистов для внешней торговли и внешнеэкономической деятельности.
В 1959 году вновь произошла реорганизация. Были открыты факультеты международных отношений и международных экономических отношений, в 1969 году — факультет международной журналистики и международно-правовой факультет.
В 1992 году открыт факультет международного бизнеса и делового администрирования.
В 1994 году МГИМО получил статус университета и ввел двухступенчатую систему обучения «бакалавр — магистр».
В 1998 году был учрежден факультет политологии. В 2000 году был учрежден Международный институт энергетической политики и дипломатии.
В 2011 году был основан факультет прикладной экономики и коммерции. В 2022 году реорганизован в Институт международной торговли и устойчивого развития.
В 2013 году был создан Институт международных отношений и управления (School of Government and International Affairs), на базе которого реализуется первый в России бакалавриат с обучением полностью на английском языке.
6 марта 2016 года был официально открыт Одинцовский филиал МГИМО.
В мае 2017 года в результате слияния факультетов государственного управления и политологии был создан Факультет управления и политики. В этом же году распоряжением Правительства России МГИМО получил право самостоятельно присуждать ученые степени кандидата и доктора наук, а также создавать диссертационные советы и устанавливать их полномочия.
С 2021 года — участник программы поддержки российских университетов «Приоритет 2030».
Рейтинги

Здание МГИМО на проспекте Вернадского

В соответствии с предметным рейтингом QS 2024 (QS University Rankings: By Subject) среди российских вузов МГИМО занимает 1-3-е место по направлению «Политическая наука и международные отношения», 4-7-е место по «Английскому языку и литературе», 4-5-е место по «Современным языкам», 4-6-е по "Юриспруденции в укрупненной группе «Гуманитарные науки», 5-8-е место по «Истории», 6-8-е место по «Лингвистике», 8-9-е место по «Бизнесу и менеджменту», 8-9-е место по «Экономике и эконометрике», 8-е место в укрупненной группе «Социальные науки и управление», 8-10-е место по «Образованию».
В 2024 году по результатам предметного рейтинга Агентства RAEX МГИМО занял 3-е место в области «Политология и международные отношения», 4-е место по «Праву», 5-е место по «Филологии и журналистике», 6-е место по «Государственному и муниципальному управлению», 7-е место по «Экономике», 8-е место по «Менеджменту» и «Социологии». В соответствии с третьим выпуском рейтинга влиятельности российских вузов RAEX МГИМО занял 6-е место.
МГИМО занял 6-е место в рейтинге 100 лучших университетов России по версии Forbes и 7-е место в рейтинге лучших вузов России RAEX-100.
В 2024 году в соответствии с рейтингом портала Superjob МГИМО занял 1-е место по зарплатам выпускников в области юриспруденции, экономики и финансов, 3-е место по количеству выпускников на руководящих должностях в крупнейших компаниях России и в федеральных органах исполнительной власти, 5-е место по влиянию на Интернет-аудиторию.
Горчаковский лицей МГИМО вошел в топ-15 лучших школ Москвы и Московской области по версии Forbes Education и оказался среди лучших социально-гуманитарных и экономических школ России по версии RAEX.
В 2022 году вуз вошел в Международный рейтинг «Три миссии университета», где занял позицию в диапазоне 351—400
. Также в 2022 году занял 7 место в рейтинге RAEX «100 лучших вузов России»
.

## Структура Университета

Филиал МГИМО в Одинцове

МГИМО готовит по 19 направлениям: международные отношения, зарубежное регионоведение, экономика (международные экономические отношения), юриспруденция (международное право), журналистика (международная журналистика), политология, реклама и связи с общественностью, социология, менеджмент, туризм, торговое дело (международная торговля), экология и природопользование, государственное и муниципальное управление, финансы и кредит, лингвистика, педагогическое образование, психология, управление персоналом, бизнес-информатика.

### Кампусы
- МГИМО-Вернадского;
- МГИМО-Одинцово[16][17];
- МГИМО-Ташкент[18].

#### Горчаковский лицей
Открыт на базе Одинцовского филиала, носит имя министра иностранных дел и канцлера Российской империи Александра Михайловича Горчакова. В лицее МГИМО открыты 8-11 классы по двум профилям — социально-гуманитарный и социально-экономический.
Колледж МГИМО
Действует на базе Одинцовского филиала, реализует программы среднего профессионального образования по направлениям «Туризм и индустрия гостеприимтсва», «Операционная деятельность в логистике», «Юриспруденция», «Банковское дело», «Информационные системы и программирование».

### Факультеты
- Факультет международных отношений;
- Международно-правовой факультет;
- Факультет международных экономических отношений;
- Факультет международной журналистики;
- Факультет международного бизнеса;
- Факультет управления и политики;
- Факультет довузовской подготовки;
- Факультет финансовой экономики;
- Факультет лингвистики и межкультурной коммуникации[17].

### Институты
- Международный институт энергетической политики и дипломатии (МИЭП);
- Евразийский учебный институт;
- Институт международной торговли и устойчивого развития[20];
- Институт маркетинга и предпринимательства;
- Институт мировых аграрных рынков.

#### Корпоративные кафедры[21]
- Кафедра международного военно-технического сотрудничества и высоких технологий ГК «Ростех»;
- Кафедра «Глобальная энергетическая политика и энергетическая безопасность» совместно с ПАО «НК „Роснефть“»;
- Базовая кафедра ПАО «Транснефть» «Внешнеэкономическая деятельность в области транспорта энергоресурсов»;
- Базовая кафедра Газпромбанка «Экономика и банковский бизнес»;
- Кафедра «Международные транспортные операции» совместно с ОАО «РЖД» и ООО «УГМК-Холдинг»;
- Кафедра «Мировая электроэнергетика» совместно с ОАО «Холдинг МРСК» (Россети);
- Кафедра «Экономического и антимонопольного регулирования» Федеральной антимонопольной службы;
- Кафедра «АДВ — информационных технологий и искусственного интеллекта»;
- Кафедра «Мировые сырьевые рынки» (совместно с НП содействия развитию горнодобывающих отраслей промышленности и «Каракан Инвест»);
- Кафедра «Торговое дело и торговое регулирование»;
- Кафедра международных комплексных проблем природопользования и экологии;
- Кафедра экономической политики и государственно-частного партнерства (ЭПГЧП) (при поддержке Центра ГЧП и компании ИКЕА).
- Кафедра «Корпоративная безопасность» ПАО "ГМК «Норильский никель»;
- Кафедра регионального управления и национальной политики;
- Кафедра предпринимательства и корпоративного управления (базовая кафедра «Деловой России»);
- Кафедра "Международные аграрные рынки и внешнеэкономическая деятельность в агропромышленном комплексе (базовая кафедра Министерства сельского хозяйства Российской Федерации);
- Базовая кафедра Министерства жилищно-коммунального хозяйства Московской области «Управление городской инфраструктурой и развитием территорий»;
- Кафедра управления активами (в рамках соглашения о сотрудничестве с АО «ИК РЕГИОН»).

#### Школа бизнеса МГИМО
Школа бизнеса и международных компетенций МГИМО — одна из первых бизнес-школ в России и один из лидеров в области «образования для взрослых» — менеджмента, международных отношений, государственного управления и бизнес-администрирования. Все программы соответствуют требованиям и стандартам международной ассоциации AMBA (Association of MBA’s).

### Научные центры
В 2009 году в МГИМО был образован Институт международных исследований (ИМИ). ИМИ является правопреемником и продолжателем исследовательских и аналитических структур МГИМО — Проблемной лаборатории системного анализа международных отношений (1976–1990), Центра международных исследований (1990–2004) и Научно-координационного совета по международным исследованиям (2004–2009).
Сегодня ИМИ проводит аналитическую работу и готовит материалы для государственных структур России, занимающихся вопросам внешней политики, в том числе Министерства иностранных дел, Администрации Президента, аппарата Правительства, Государственной Думы и Совета Федерации, Совета Безопасности. В состав ИМИ входят следующие научно-исследовательские программы:
- Отношения с Западом в меняющемся миропорядке;
- Новая политическая роль постсоветских государств;
- Историческая политика и идентичность;
- Новое востоковедение (включает Центр АСЕАН);
- Инструментальные методы международных исследований (включает Лабораторию по интеллектуальному анализу данных в области международных отношений (ЛИАД), созданную совместно с Институтом системного программирования им. В. П. Иванникова РАН);
- Африка в фокусе российских интересов;
- Мировая экономика. Цифровые финансы. Санкционная политика.

ИМИ проводит фундаментальные и прикладные научные исследования, иные исследовательские проекты в области международных отношений. Сотрудники Института публикуют статьи в высокорейтинговых российских и зарубежных академических журналах, готовят аналитические доклады, дают комментарии СМИ по актуальным вопросам международной повестки, деятельно участвуют в становлении академического сообщества российских международников.

## Преподаваемые языки
На 2024 год в МГИМО преподавали 55 языков:
- Азербайджанский
- Албанский
- Амхарский
- Английский
- Арабский
- Армянский
- Африкаанс
- Бенгальский
- Бирманский
- Болгарский
- Венгерский
- Вьетнамский
- Греческий
- Дари
- Датский
- Иврит
- Индонезийский / Малайский
- Испанский
- Итальянский
- Китайский
- Корейский
- Кхмерский
- Лаосский
- Латинский
- Латышский
- Литовский
- Молдавский
- Монгольский
- Немецкий
- Нидерландский
- Норвежский
- Персидский
- Польский
- Португальский
- Пушту
- Румынский
- Русский
- Сербский
- Словацкий
- Суахили
- Таджикский
- Тайский
- Турецкий
- Туркменский
- Узбекский
- Украинский
- Урду
- Финский
- Французский
- Хинди
- Хорватский
- Чешский
- Шведский
- Эстонский
- Японский

## Студенческие организации
В университете существуют различные студенческие организации:
- Московская международная модель ООН им. В. И. Чуркина (C-MIMUN)
- Азербайджанский Клуб МГИМО
- Студенческий союз МГИМО
- Студенческий спортивный клуб
- Юридический клуб
- Клуб «Экономикус»
- Форум «Россия-Африка: что дальше?»
- Клуб ведения переговоров «Negotiation Club»
- Бизнес-клуб МГИМО
- Клуб «Русское слово»
- Школа юного журналиста-международника
- Театр-студия МГИМО
- Инструментальная студия MGIMO Symphony
- Вокальная студия MGIMO Voices
- Клуб любителей фотографии — КЛюФ
- Ближневосточный клуб МГИМО
- Хор МГИМО Proxenos[12]
- Совет землячеств МГИМО
- Центр начинающего предпринимательства «Бизнес-инкубатор» МГИМО
- Политический клуб МГИМО
- Большинство клубов научного, научно-популярного и практического направления осуществляют свою деятельность в рамках научного студенческого общества МГИМО (НСО). В частности:
- Англоязычный студенческий клуб «Future World Diplomats»
- Балканский клуб
- Клуб «Арктика»
- Клуб «Дебаты» МГИМО
- Исторический клуб «Кассиодор»
- Поэтический клуб МГИМО
- Скандинавский клуб Nordlys[26]
- Клуб Интеллектуальных игр
- Клуб «Международная энергетическая политика»
- Клуб Внешней политики России
- Клуб германских исследований
- Клуб евразийской интеграции
- Индоиранский клуб
- Общество востоковедов
- Китайский клуб МГИМО
- Клуб Юго-Восточной Азии
- PR-клуб
- Корейский клуб МГИМО
- Японский клуб НСО МГИМО
- Клуб международного спорта МГИМО
- Турецкий клуб НСО МГИМО
- Африканский клуб НСО МГИМО
- Итальянский клуб имени Т.В. Зоновой НСО МГИМО

В 2010 году МГИМО стал победителем конкурса учебных заведений России на право стать центром привлечения волонтёров для участия в организации и проведении XXII Олимпийских зимних и XI Паралимпийских зимних игр 2014 года в городе Сочи, и в 2011 году был создан Волонтерский центр МГИМО. Его официальное открытие приурочено к 1000 дням до начала Олимпийских игр в Сочи. Университет начал подготовку волонтёров по функции «Обслуживание делегаций, протокол и лингвистические услуги». С 2016 по 2018 года Центр вёл подготовку волонтёров к Чемпионату мира по футболу FIFA 2018.

## Издания МГИМО
- Вестник МГИМО-Университета
- Московский журнал международного права
- Журнал «Филологические науки в МГИМО»
- Журнал «Сравнительная политика»
- Журнал «Право и управление. XXI век»
- Журнал «Концепт: философия, религия, культура»
- Журнал «Международная аналитика»
- Журнал «Международник»
- Журнал «Ибероамериканские тетради. Cuadernos Iberoamericanos»
- Журнал «Международные коммуникации»
- Журнал «Мировое и национальное хозяйство»
- Аналитические доклады ИМИ (архив ИМИ)
- Аналитические записки ИМИ (архив ИМИ)
- Свежий взгляд (архив ИМИ)

### Издания-партнёры
- Журнал «Международные процессы»
- Журнал «ПОЛИС»
- Журнал «Международное уголовное право и международная юстиция»
- «Библиотека криминалиста. Научный журнал»

С 2005 года в МГИМО выходит корпоративный журнал MGIMO Journal — издание сообщества выпускников и студентов. В журнале публикуются интервью со знаменитыми выпускниками, партнёрами МГИМО, новости о жизни мгимовцев в России и за рубежом, репортажи с главных международных событий.

## Эндаумент-фонд МГИМО
Эндаумент МГИМО, основанный в 2007 году, является старейшим и крупнейшим университетским фондом целевого капитала в России. Основателями стали выпускники МГИМО, члены Попечительского совета Университета А. Б. Усманов, В. О. Потанин и Ф. К. Шодиев. В 2024 году объём целевого капитала превышает 1 млрд. 800 млн рублей. За период с 2008 года из Эндаумента в МГИМО и напрямую на реализацию университетских проектов было передано 1 млрд. 750 млн руб. Инвестиционный доход вместе со спонсорскими средствами составляет порядка 10 % годового бюджета Университета.

## Ассоциация выпускников МГИМО
Ассоциация выпускников МГИМО основана в 1991 году и является старейшей в России. Сегодня она включает в себя около 13 000 членов, при этом около 35 000 выпускников так или иначе вовлечены в университетскую жизнь. Также, в различных странах мира созданы автономные зарубежные ассоциации. В 2019 году подобных клубов выпускников насчитывается более 30.
С 2013 года Ассоциация организует международные форумы выпускников. Первый форум прошел в Баку по приглашению Президента Азербайджана, выпускника факультета международных отношений 1982 года И. Г. Алиева. В 2014 году форум был посвящен празднованию 70-летия МГИМО и прошел в Москве, в Государственном кремлёвском дворце. С приветственным словом к участникам форума обратился Президент России В. В. Путин. В 2015 году третий форум выпускников прошел в Армении, в Ереване и был приурочен к празднованию 200-летия основания Лазаревского училища восточных языков. В 2017 году четвёртый форум состоялся в столице Казахстана Астане, в 2019 году — в столице Узбекистана Ташкенте.

## Руководители института
- 1944—1944 Удальцов Иван Дмитриевич
- 1944—1945 Степанов Николай Васильевич
- 1945—1949 Францев Георгий Павлович
- 1949—1952 Верещагин Иван Кузьмич
- 1952—1955 Лобанов Иван Иванович
- 1955—1957 Иванов Михаил Сергеевич
- 1958—1963 Рыженко Фёдор Данилович
- 1963—1965 Кутаков Леонид Николаевич
- 1965—1968 Мирошниченко Борис Пантелеймонович
- 1968—1971 Яковлев Михаил Данилович
- 1971—1974 Солдатов Александр Алексеевич
- 1974—1985 Лебедев Николай Иванович
- 1985—1990 Овинников Ричард Сергеевич
- 1990—1992 Степанов Андрей Иванович
- 1992 — по наст. вр. Торкунов Анатолий Васильевич

## Санкции
22 сентября 2023 года, на фоне вторжения России на Украину, МГИМО включён в санкционный список Канады против организаций, причастных к депортации украинских детей в Россию, а также за создание и распространение дезинформации и пропаганды. Также в санкционный список был включён ректор МГИМО Анатолий Торкунов как "соратник российского режима за «создание и распространению дезинформации и пропаганды, финансируемой Кремлём». Ранее, 9 июня 2022 года, МГИМО попал в санкционный список Украины.

## Критика
В марте 2014 г. из СМИ (например, РБК) стало известно об увольнении профессора кафедры философии Андрея Зубова за критику позиции российских властей в отношении Украины и Крыма. В частности, профессор выразил своё мнение в статье, опубликованной в газете «Ведомости», где он сравнивает политику президента В. В. Путина с политикой Адольфа Гитлера (аннексия Судетской области Чехии и аншлюс Австрии). Зубов отмечает в статье, что действия нацистской Германии в тот период так же, как и в случае с Крымом, мотивировались соображениями защиты «соотечественников». В защиту профессора Зубова выступили многие известные преподаватели, подписавшие соответствующее открытое письмо, опубликованное на сайте Межрегионального профсоюза работников высшей школы «Университетская солидарность». Позднее профессор Зубов был восстановлен в должности, так как являлся членом избирательной комиссии, и приказ об его увольнении нарушал закон «Об основных гарантиях избирательных прав», но по окончании учебного года контракт с ним не был возобновлён.
По данным сетевого экспертного сообщества «Диссернет» на апрель 2014 года, в диссертационном совете 209.002.01 на кафедре правового обеспечения управленческой деятельности Международного института управления МГИМО было защищено 19 диссертаций, содержащих плагиат в значительном размере. В шести случаях научным руководителем диссертаций являлся одновременно возглавлявший диссовет профессор Роберт Енгибарян, по состоянию на 2014 год являющийся директором Международного института управления МГИМО и председателем диссертационного совета в МГИМО-Университете по защите докторских диссертаций. По его словам, диссовет 209.002.01 уже прекратил своё существование из-за смерти трёх членов совета и смены работы части других членов. Также Енгибарян негативно высказался по отношению к экспертам, ищущим плагиат.

## Награды
- Орден Александра Невского (18 сентября 2024 года) — за высокие достижения в научно-педагогической деятельности и многолетнюю эффективную подготовку высококвалифицированных специалистов в области международных отношений, мировой экономики, международного права и международной журналистики[46]
- Орден Трудового Красного Знамени (20 марта 1984 года)[47]
- Орден Дружбы (Вьетнам)
- Орден Дружбы (Лаос)[48] (30 июля 2025 года)